# Arlanza
L’Arlanza est une rivière espagnole, affluent du Pisuerga, donc sous-affluent du fleuve le Douro.

## Géographie
Son cours est de 160 km de longueur[réf. nécessaire].

### Bassin versant
Son bassin versant est de 5 338 km2[réf. nécessaire].

## Affluents
Son principal affluent est :
- l'Arlanzón (rd[note 1]) 131 km

## Hydrologie
Son module est de 29,4 m3/s.